# Cadmus et Hermione

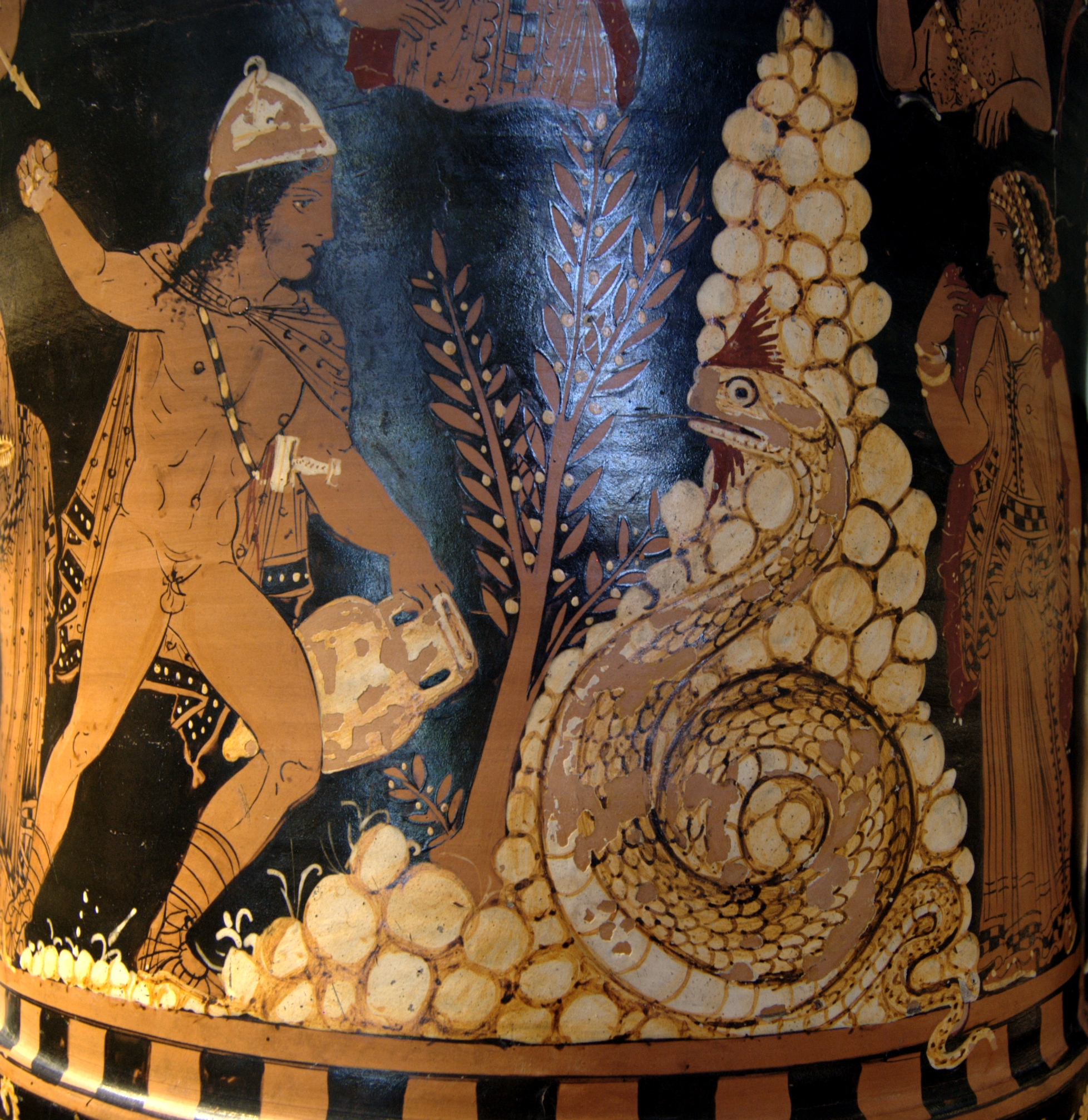
Cadmus i el drac

Cadmus et Hermione és una tragèdia lírica escrita per Jean-Baptiste Lully. Consta d'un pròleg i cinc actes. El llibret de l'obra és de Philippe Quinault, basat en Les metamorfosis d'Ovidi. L'estrena fou al Jeu de paume de Béquet de París el 27 d'abril de 1673. Cadmus et Hermione va ser la primera tragèdia de Lully i va contribuir a establir les característiques del gènere.

## Repartiment
- Príncep Cadmus (baríton)
- Hermione (soprano), filla de Mart i Venus
- Mart (baríton)
- Venus (soprano)
- Draco (baríton)
- L'amor [Cupido] (soprano)
- Pallas (soprano)
- Juno (soprano)
- Arbas (baix)

## Sinopsi
El pròleg refereix el conte mitològic d'Apol·lo que al llarg d'una batalla venç la serp Pitó, aquest enfrontament ocorre a l'antiga Grècia. Cadme estima la filla de Mart, Hermione (Harmonia), però Mart l'ha reservada pel gegant Draco. Cadme, per demostrar la seva valentia a Mart, mata un drac i així, després de desafiar Graco, guanya la mà de la noia. Però Cadme només és un titella dels déus, la victoria del drac és mèrit seu, però les altres són cosa de Cupido i de Pallas, que actuen en defensa de Júpiter. Després del rapte d'Hermione per Juno, Cadme queda molt lamentat. Pallas comunica a Cadme que Cupido ha aconseguit reconciliar a Juno i Júpiter, amb la qual cosa desapareix l'oposició a la parella i tot acaba amb un final feliç.